# Дрозденко, Александр Юрьевич
Алекса́ндр Ю́рьевич Дрозде́нко (род. 1 ноября 1964, Свердловский район, Джамбулская область) — российский государственный и политический деятель. Губернатор Ленинградской области с 28 мая 2012 (врио 12 мая — 13 сентября 2015). Секретарь Ленинградского регионального отделения партии «Единая Россия» с 15 декабря 2021 (и. о. 3—15 декабря 2021). Член Высшего совета партии «Единая Россия».

## Биография
Александр Дрозденко родился 1 ноября 1964 года в селе Акжар Свердловского района Джамбульской области Казахской ССР СССР. В 1973 году его семья переехала в Ленинградскую область.

### Образование
В 1986 году окончил факультет экономики Ленинградского сельскохозяйственного института (сейчас — Санкт-Петербургский государственный аграрный университет) по специальности «экономика и организация сельского хозяйства». После института обучался на курсах для будущих директоров предприятий, в Высшей партийной школе, затем — в школе менеджеров.
В 2006 году в Санкт-Петербургском государственном университете защитил диссертацию на соискание учёной степени кандидата экономических наук на тему «Исследование системы управления инвестиционно-строительным комплексом как интеграционным образованием и её совершенствование».
Согласно анализу, проведённому сообществом Диссернет, диссертация Дрозденко содержит масштабные недокументированные заимствования из нескольких кандидатских диссертаций и книги.

### Работа в 1990-е
После окончания института работал экономистом в совхозах Кингисеппского района Ленинградской области. С 1988 по 1993 год был главным экономистом акционерного общества «Агро-Балт», также работавшего в Ленинградской области.
В 1991 году Александр Дрозденко был избран депутатом Кингисеппского городского Совета народных депутатов, в 1993 году занял должность его председателя.
С 1993 по 1995 год Дрозденко был заместителем мэра, курируя экономику и финансы, исполняющий обязанности мэра и вице-мэр Кингисеппского района.
В декабре 1996 году на первых прямых выборах получил поддержку 65 % избирателей и был избран мэром Кингисеппского района, главой муниципального образования «Кингисеппский район». В декабре 2000 году переизбрался, набрав 93,18 % голосов.

### Вице-губернатор Ленинградской области
19 ноября 2002 года губернатор Ленинградской области Валерий Сердюков сменил одного из девяти вице-губернаторов правительства Ленинградской области. Новым вице-губернатором — председателем Ленинградского областного комитета по управлению государственным имуществом был назначен Александр Дрозденко, сменив в должности Алексея Малькова.
Одновременно с этим Дрозденко руководил территориальным органом Минимущества России по Ленинградской области.
К началу 2012 года Дрозденко входил в совет директоров ОАО «Компания „Усть-Луга“» — заказчика-застройщика порта в Усть-Луге и ОАО «Транспортно-логистический комплекс» (ТЛК).

## Губернатор Ленинградской области
5 мая 2012 года Президент России Дмитрий Медведев внёс на рассмотрение Законодательного собрания Ленинградской области кандидатуру Александра Дрозденко для наделения его полномочиями губернатора Ленинградской области на 5 лет. 12 мая 2012 года Александр Дрозденко утверждён депутатами Заксобрания, вступление в должность состоялось 28 мая 2012 года.
Также с 9 апреля по 25 октября 2014 года Дрозденко был членом президиума Государственного совета Российской Федерации.
Срок полномочий Дрозденко истекал в мае 2017 года, в мае 2015 года он досрочно подал в отставку и заручился поддержкой президента Путина, чтобы баллотироваться вновь (в иных случаях закон это запрещал). 12 мая президент РФ Владимир Путин принял досрочную отставку и одновременно назначил Дрозденко временно исполняющим обязанности главы Ленинградской области. 13 сентября того же года, в единый день голосования, Александр Дрозденко одержал победу на досрочных выборах губернатора области, набрав 82,1 %. Дрозденко был выдвинут партией «Единая Россия», ближайший соперник от КПРФ Николай Кузьмин набрал 6,98 % голосов избирателей. 30 сентября состоялась инаугурация избранного губернатора. Согласно уставу области, он также возглавляет региональное правительство.
В единый день голосования 13 сентября 2020 года Дрозденко вновь был избран губернатором Ленинградской области. На выборах за него проголосовали 83,61 % избирателей. Второе место занял кандидат от ЛДПР, депутат областного заксобрания Андрей Лебедев, набравший 7,31 % голосов избирателей. 17 сентября 2020 года Александр Дрозденко официально вступил в должность.
Во время российского нападения на Украину Дрозденко активно поддержал российское вторжение, выступая с пропагандистскими нарративами, в  официальном телеграм-канале он вставил символ российского вторжения в свою фамилию («Дроzденко»).

#### Проекты
При Дрозденко Ленинградская область с 2014 года входит в первую десятку регионов по основным социально-экономическим показателям, а по итогам 2020 года, по данным рейтинга Фонда развития гражданского общества, область вошла в тройку лидеров. С 2014 года Ленобласть входит в топ-5 регионов с самой низкой безработицей — в 2021 году она составляла всего 0,87 %. По итогам первого полугодия 2021 года Ленинградская область заняла первую строчку в национальном рейтинге субъектов по исполнению нацпроекта «Здравоохранение». Ведётся модернизация здравоохранения: закупки нового оборудования, в том числе мобильных медицинских комплексов, строительство ФАПов, поликлиник и больниц. Также в области на период борьбы с пандемией COVID-19 по инициативе Дрозденко была введена особая система ограничений, при которой территория региона, в зависимости от уровня заболеваемости, делится на «красную», «желтую» и «зеленую» зоны с соответствующим уровнем ограничений. Система позволяет гибко вводить и снимать ограничения, сохраняя экономическую активность.
В 2014 году Дрозденко рассказал президенту о принятии областного закона о поддержке территориального самоуправления и старост, по которому впервые на основании общественных инициатив выделялись средства на поддержку реализации общественных проектов в деревнях и посёлках. Впоследствии основа этого закона легла в государственную программу поддержки сельских старост Также с 2017 года инициатива Александра Дрозденко легла в основу федеральной программы развития инициативного бюджетирования. Дрозденко предложил программу реновации старых школ. За 2015—2017 года было отремонтировано 28 школ и 4 профессиональных учебных заведениях. Этот опыт лёг в основу проекта партии «Единая Россия» во время выборов 2021 года — «Новая школа». В развитие программы реновации школ в Ленинградской области началась масштабная реновация детсадов.
В 2016 году Дрозденко инициировал принятие Социального кодекса Ленинградской области, который реформировал систему социальной защиты в регионе, положив в основу критерий нуждаемости и единые социальные стандарты. В 2020 году Дрозденко предложил закон о социальных гарантиях. В числе гарантий — общественно-значимые обязательства в семи сферах: в здравоохранении, образовании, социальной поддержке населения, культуре, экономике, экологии и комфортной среде. Закон принят зимой 2021 года и действует в Ленинградской области.
Ленинградская область является одним из лидеров по темпам жилищного строительства. В 2021 году область первой в стране достигла показателя по вводу в эксплуатацию более одного квадратного метра на жителя, также область является одним из лидеров по строительству социальных объектов на одного жителя ― за период губернаторства Дрозденко построено более 200 соцобъектов: школ, детсадов, поликлиник. Началась реализация программа строительства домов за счет бюджета для расселения аварийного жилья. В 2021 году было введено 4 новых дома, всего же по региональной программе «Переселение граждан из аварийного жилищного фонда на территории Ленинградской области в 2019—2025 годах» планируется ввести 51 дом для нуждающихся в расселении граждан. Также реализуется региональная программа «Соцобъекты в обмен на налоги», стимулирующая застройщиков к возведению школ и детских садов в районах массового жилищного строительства. Также запущена новая программа, по которой крупные инвесторы в промышленность участвуют в строительстве и оснащении современных центров технического образования для школьников, т. н. «Кванториумов».
При Дрозденко Ленинградская область в 2021 году получила свою столицу — Гатчину: исторический центр города будет реконструирован, со временем туда переместятся органы власти региона. В июле 2019 года Дрозденко сообщил, что Выборг дополнительно получит из федерального бюджета около 2 миллиардов рублей на реконструкцию инженерных коммуникаций в центре города и восстановление «Квартала Сета Солберга».
Ленинградская область является регионом—"донором" федерального бюджета, а также стала самым результативным регионом по привлечению инвесторов в рамках экономических форумов — на Петербургском международном экономическом форуме в 2019 и 2021 годах область дважды привлекла более триллиона рублей инвестиций. В Ленинградской области расширяются действующие и появляются новые крупные производства: «Киришинефтеоргсинтез», «ЕвроХим», «Фосагро». Расширяется порт в Усть-Луге, который вошёл в число крупнейших портов Европы: его оборот превысил 100 млн тонн в год; ведётся строительство и реконструкция объектов Ленинградская АЭС в Сосновом Бору. В 2017 году Александр Дрозденко поддержал инициативную группу по закрытию полигона опасных отходов «Красный Бор».
В Ленобласти реализованы и продолжаются крупные инфраструктурные проекты: реконструкция автодорог Скандинавия, Сортавала и Кола, строительство нового виадука в Гатчине и путепровода во Всеволожске, возводятся мосты через Свирь в Подпорожье и через Волхов в Киришах.
Дрозденко одним из первых выступил с инициативой перевода российского этапа «Формулы-1» на построенный автодром «Игора Драйв». Также продвигает планы по продлению Лахтинско-Правобережной линии петербургского метрополитена в новый областной город Кудрово. 26 июля 2021 года во время встречи президент Владимир Путин поддержал планы по строительству метро в Кудрово и по транспортному обеспечению чемпионата «Формулы-1» в Игоре.

## Общественная деятельность
Распоряжением Президента России Владимира Путина в 2016 году Александр Дрозденко был включён на период 2016—2020 годов в российскую делегацию в Конгрессе местных и региональных властей Совета Европы. В ноябре 2018 года по итогам голосования он возглавил российскую делегацию в Конгрессе местных и региональных властей Совета Европы. В декабре 2020 года распоряжением президента он был вновь включён в состав российской делегации в 2021—2026 годах, в марте 2021 года был избран заместителем председателя Палаты регионов Конгресса местных и региональных властей Совета Европы.
После российского вторжения на Украину, Дрозденко учредил фонд «Ленинградский рубеж» для поддержки участников нападения на Украину. Одним из соучредителей и главой попечительского совета фонда стал предприниматель Илья Трабер. В январе 2024 года заместителем директора фонда стал помилованный Владимиром Путиным за участие в войне Дмитрий Каравайчик, ранее осуждённый за изготовление и продажу амфетамина в особо крупных размерах. По данным журналистов, собранные фондом деньги в полном объёме до получателей не дошли.

## Награды
- орден «За заслуги перед Отечеством» IV степени (2017) — за достигнутые трудовые успехи, активную общественную деятельность и многолетнюю добросовестную работу[68];
- орден Почёта (4 июня 2014 года) — за достигнутые трудовые успехи, значительный вклад в социально-экономическое развитие Российской Федерации, заслуги в гуманитарной сфере, активную законотворческую и общественную деятельность, многолетнюю добросовестную работу[69];
- орден Дружбы (12 марта 1996 года) — за заслуги перед государством и большой вклад в обустройство таможенной границы с государствами Прибалтики[70];
- медаль ордена «За заслуги перед Отечеством» I степени (21 мая 2008 года) — за достигнутые трудовые успехи и многолетнюю добросовестную работу[71];
- медаль ордена «За заслуги перед Отечеством» II степени (31 июля 2002 года) — за большой вклад в социально-экономическое развитие Ленинградской области и многолетний добросовестный труд[72];
- медаль «В память 300-летия Санкт-Петербурга»[73];
- орден «За верность долгу» (Республика Крым, 27 июля 2016 года) — за значительный личный вклад в становление Республики Крым, развитие социально-экономических и культурных связей между Ленинградской областью и Республикой Крым[74];
- памятная медаль «Участнику специальной военной операции» (Росгвардия, 23 марта 2023 года) — за внимание и большую помощь в вопросах заботы о членах семей военнослужащих и сотрудников Росгвардии, погибших при исполнении воинского и служебного долга[75];
- нагрудный знак «За вклад в международное сотрудничество» (МИД России, 26 июля 2023 года) — за развитие международного сотрудничества[76].
- Медаль «МПА СНГ. 25 лет» (27 марта 2017 года, Межпарламентская ассамблея СНГ) — за заслуги в деле развития и укрепления парламентаризма, за вклад в развитие и совершенствование правовых основ функционирования Содружества Независимых Государств, укрепление международных связей и межпарламентского сотрудничества[77].

## Семья
Женат на Ирине Григорьевне Дрозденко (род. 1965), директоре «Мультицентра социальной и трудовой интеграции». У супругов две дочери — Юлия Ришар (замужем за французом, проживает во Франции) и Софья.

## Собственность
В 2020 году Александр Дрозденко задекларировал 6 млн 833 тыс. рублей дохода, супруга — 9 млн 479 тыс. рублей.
В октябре 2020 года «Важные истории» обнаружили у дочери Дрозденко Юлии Ришар несколько незадекларированных земельных участков и нежилые помещения в исторических зданиях Санкт-Петербурга, общей стоимостью около 500 млн рублей.

## Санкции
С июля 2022 года за поддержку войны России против Украины находится под санкциями Великобритании. 
С 15 декабря 2022 года внесён в санкционный список США за «призыв граждан на войну в ответ на недавний российский приказ о мобилизации». 
19 августа 2022 года включён в канадский санкционный список «близких соратников режима» как «соучастник агрессии российского режима против Украины». 
19 октября 2022 года попал под санкции Украины как «глава государственного органа, осуществлявший поддержку/поощрение/публичное одобрение политики РФ, направленной на проведение военных действий и геноцид гражданского населения в Украине».
По аналогичным основаниями находится в санкционных списках Австралии и Новой Зеландии.